# Ръдиард Киплинг
 Джоузеф Ръдиард Киплинг (на английски: Joseph Rudyard Kipling) е британски писател и поет. Носител на Нобелова награда за литература (1907 г.). 

## Биография
Роден е на 30 декември 1865 г. в Бомбай, Индия. Учи в Лондон, където се формира неговият мироглед, включително и преклонението му пред реда и организираността.
Първия си стихотворен сборник „Училищна лирика“ издава в Индия, когато е на 16 години. Учи в Англия, после се завръща в Индия и започва работа като журналист. В продължение на 5 години работи като щатен сътрудник, а след това като съредактор на Граждански и военен вестник в Лахор (един от най-големите градове на днешен Пакистан). В задълженията му влиза и седмичното приложение към вестника със занимателни очерци и разкази.
След пътешествието в Япония и САЩ се завръща в Англия. Пътува до Южна Африка, Австралия и Нова Зеландия. Жени се за американка и се опитва да се установи в Америка, но след смъртта на по-голямата му дъщеря Джозефин се завръща през 1902 г. в Англия, където остава до смъртта си.
Киплинг достига необичайно рано творческа зрелост, което личи още в първата му книга със стихове „Департаментски песни“ (1886 г.), която е издадена, когато е на 21 години.
Киплинг е автор на стихосбирките „Песни от казармата“ (1892 г.), „Седем морета“ (1896 г.), „Пет нации“ (1903 г.) и др., благодарение на които името му става известно по цял свят. Издава прозаични книги: сборник с разкази „Прости разкази от планините“ (1888 г.), романът „Угасна светлината“ (1890 г.), Ким (1901 г.) и други.
Критикувайки английската колониална администрация (Пъджет, член на Парламента) и упреквайки английското правителство и военното командване в липса на заинтересуваност към низшите чинове (Томи), Киплинг създава впечатление за безстрастна обективност на своите възгледи. Творчеството му е посветено на утвърждаването на цивилизаторската мисия на англосаксонската раса сред изостаналите народи на Изтока („Бремето на белия човек“, 1899 г.), което според някои е тенденциозно.
Най-добрите стихове на писателя са близки до традицията на английските песни и балади, отличават се с динамичен хумор и образно просторечие. С голяма популярност се ползват неговите детско-юношески произведения „Книга за джунглата“ (1894 г.) и „Втората книга за джунглата“ (1895 г.). Киплинг е най-младият Нобелов лауреат за литература (1907 г.) – като получава наградата на 41-годишна възраст. След Първата световна война, в която загива единственият му син, мирогледно творческата доктрина на писателя рязко се променя. Масонската му принадлежност е ярко изразена в повечето му творби, като най-силно впечатление прави автобиографията му.
Умира от мозъчен кръвоизлив в началото на 1936 г.